# Ems-Hase-Hunte-Else-Weg

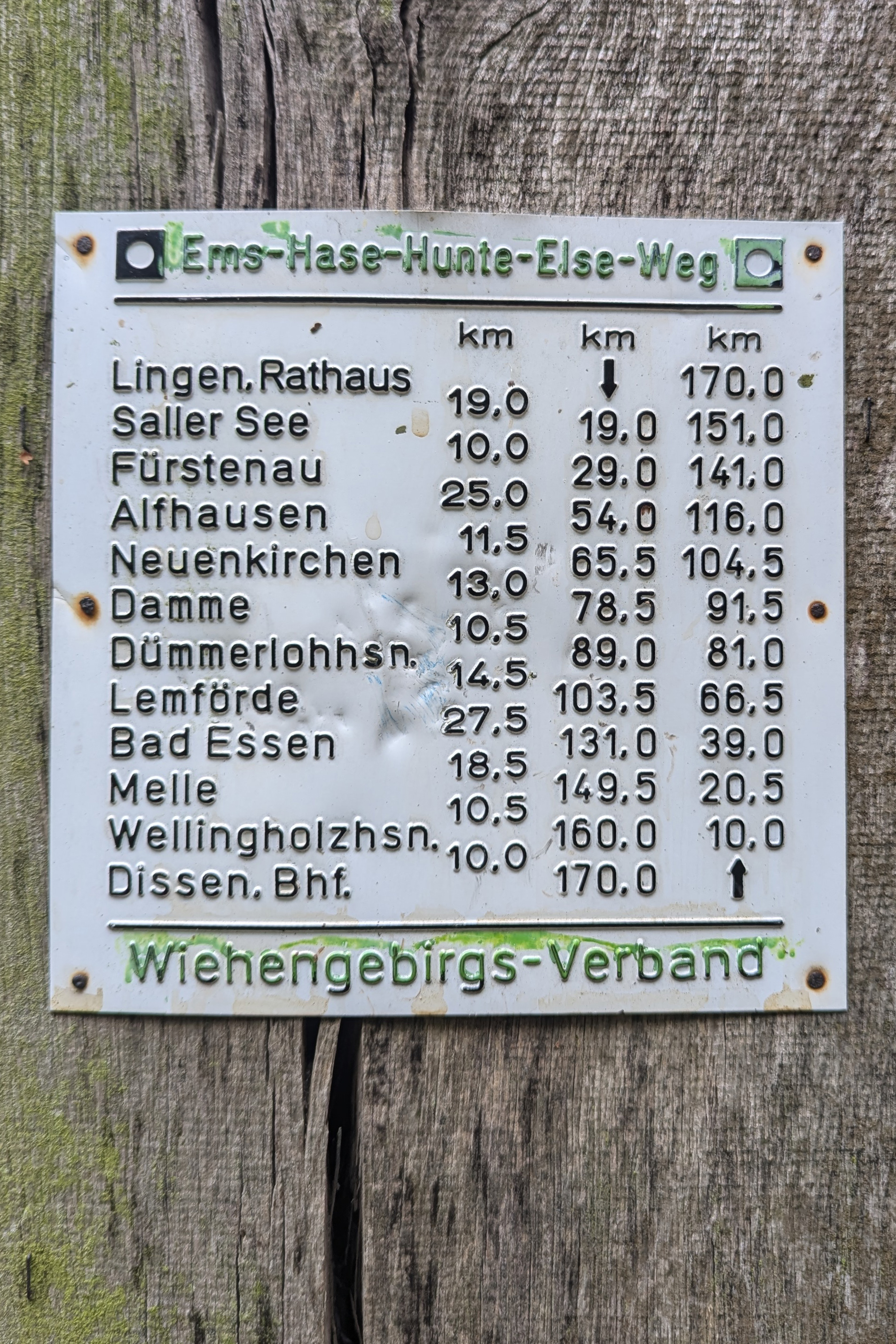
Schild mit den Streckenabschnitten

Der Ems-Hase-Hunte-Else-Weg ist ein ausgeschilderter Fernwanderweg von Dissen am Teutoburger Wald bis in das emsländische Lingen. Der Ems-Hase-Hunte-Else-Weg wird vom Wiehengebirgsverband Weser-Ems betreut. Seinen Namen hat er durch die Flüsse Ems, Hase, Hunte und Else, die der Weg passiert.

## Markierung
Sein Verlauf ist mit einem weißen Kreis auf schwarzem Grund ( ● ) durchgängig gekennzeichnet.

## Verlauf
Auf gut 174 km führt der Weg aus den Mittelgebirgen des Osnabrücker Landes kommend durch die Norddeutsche Tiefebene bis ins Emsland. Der Weg startet südlich des Teutoburger Waldes am Bahnhof Dissen-Bad Rothenfelde zwischen Bad Rothenfelde und Dissen. Nach Überschreiten des Teutoburger Waldes und des Oberlaufs der Hase führt der Weg zunächst durch das Osnabrücker Hügelland mit den Meller Bergen als höchste Erhebung. Bei Melle wird die Else überquert. Nach den Meller Bergen führt der Weg weiter nach Norden in das Wiehengebirge. Nachdem bei Bad Essen das Wiehengebirge und der Mittellandkanal überschritten sind, wird beim Schloss Ippenburg die Hunte gequert. Der Weg verläuft danach meist flach und östlich der Hunte, auf einem kurze Abschnitt durch Nordrhein-Westfalen, zum Dümmer See. Vor dem Dümmer liegt mit dem Stemweder Berg der letzte etwas bergigere Abschnitte. Hier erreicht der Weg letztmals Höhen um die 200 m ü. NHN. Der Weg verläuft dann zunächst durch das Ochsenmoor in der Hunteniederung und dann entlang des Westufers des Dümmers weiter nach Norden. Westlich der Dümmerniederung erreicht der Weg die Dammer Berge. Der Weg passiert den Dammer Bergsee. Nach den Dammer Bergen verläuft der Weg in westlicher Richtung zunächst zur Haseniederung und zum Alfsee. Durch die Ankumer Höhen wird der Weg über Fürstenau durch überwiegend waldreiches Gebiet der Fensterberge und der Lingener Höhen bis nach Lingen an der Ems geführt.

### Übergänge
- Im Teutoburger Wald kreuzen der Hermannsweg ( H ) und der Schau-ins-Land-Weg ( X25 )
- In den Meller Bergen kreuzt der Südliche Tourenweg ( + )
- Im Wiehengebirge kreuzen Wittekindsweg (), gleichzeitig E11 (), und DiVa Walk ().
- Bei Bad Essen kreuzt der Arminiusweg ()
- In den Dammer Bergen begegnen sich der Ems-Hase-Hunte-Else-Weg, die Via Baltica () und der Pickerweg ( P )
- Bei Ankum kreuzt der Hünenweg ( h )
- An der Ems bei Lingen besteht die Möglichkeit zum Übergang zum Emsweg ( E ).

### Sehenswürdigkeiten
- Grönegaumuseum
- Gut Ostenwalde
- EXPO-Sternwarte Melle
- St. Nikolai und historischer Marktplatz in Bad Essen
- Schloss Hünnefeld
- Schloss Ippenburg
- Schloss Haldem
- Wallfahrtskirche St. Johannes der Täufer
- Breiter Stein
- Altstadt Fürstenau rund um St. Georg
- Schloss Fürstenau
- Altstadt rund um das Rathaus von Lingen